# Mount Clear
Mount Clear är en del av en befolkad plats i Australien. Den ligger i kommunen Ballarat North och delstaten Victoria, omkring 98 kilometer väster om delstatshuvudstaden Melbourne. Antalet invånare är 2 905.
Runt Mount Clear är det ganska glesbefolkat, med 22 invånare per kvadratkilometer.. Närmaste större samhälle är Ballarat, nära Mount Clear. 
I omgivningarna runt Mount Clear växer huvudsakligen savannskog. Genomsnittlig årsnederbörd är 764 millimeter. Den regnigaste månaden är juni, med i genomsnitt 94 mm nederbörd, och den torraste är januari, med 26 mm nederbörd.